# Centre of Excellence for Operations in Confined and Shallow Waters
Das Centre of Excellence for Operations in Confined and Shallow Waters (COE CSW) (deutsch Kompetenzzentrum für Operationen in Randmeeren und Küstengewässern) ist eine internationale militärische Organisation, die die Transformation der NATO unterstützt. Als Teil des NATO COE Programms wurde das COE CSW im April 2007 gegründet und am 3. März 2009 offiziell von der NATO akkreditiert. Es hat seinen Sitz im Stabsgebäude der Einsatzflottille 1 der Deutschen Marine in Kiel, deren Kommandeur zugleich der Direktor des COE CSW ist.

## Confined and Shallow Waters (CSW)
CSW sind ein extrem zerklüftetes, verkehrsreiches und – da zumeist die Hoheitsgewässer sowie Teile der ausschließlichen Wirtschaftszone umfassend – häufig auch umstrittenes Operationsgebiet, das infolge eingeschränkter Bewegungsmöglichkeiten und seiner außergewöhnlichen Komplexität besondere Herausforderungen stellt. Kennzeichnend sind beispielsweise die vielfältigen Wechselwirkungen zwischen den vorherrschenden operativen Bedingungen und dort durchzuführenden militärischen Aufträgen, die unter anderem zu einem großen Überraschungspotenzial, einem besonders hohen Operationstempo oder sehr unübersichtlichen Lagebild führen. Die Vielzahl der dort anzutreffenden – insbesondere nichtmilitärischen – Akteure trägt dazu noch einmal erheblich bei. Für CSW typisch sind rasche und unvorhersehbare taktische Lageentwicklungen, womit unter anderem ein häufiger Wechsel des Vorteils zwischen der eigenen und der gegnerischen Seite einhergeht.
Aufgrund dieser Besonderheiten stellen CSW ein anspruchsvolles militärisches Einsatzgebiet dar, in dem die Bewegungs- und Handlungsfreiheit insbesondere durch die spezifischen geographischen und geophysikalischen Bedingungen sowie durch mannigfache Risiken und das volle Spektrum dreidimensionaler Bedrohungen erheblich beeinflusst werden. Andererseits bieten CSW aber auch eine große Bandbreite an Optionen und Vorteilen für die militärische Operationsführung.
Obwohl CSW vorrangig ein maritimes Einsatzgebiet darstellen, wirken sich dort die anderen militärischen Einsatzdimensionen (Land, Luft, Weltraum und Cyber) nicht minder aus. Folglich stellen CSW das Einsatzgebiet mit dem höchsten Grad an streitkräftegemeinsamen Operation dar, d. h. das Erfordernis des engen Zusammenwirkens sämtlicher Teilstreitkräfte ist gerade dort am größten.

## NATO-COE Programm
Centres of Excellence der NATO sind, in Einzelfällen national, sonst multinational getragene bzw. finanzierte Dienststellen mit dem Rechtsstatus einer Internationalen Militärischen Organisation (Grundlage: Pariser Protokoll von 1952). Zweck dieser Centre of Excellence ist die Unterstützung der Transformation der NATO. Sie sind dem Allied Command Transformation zugeordnet, jedoch nicht Teil der NATO-Kommandostruktur. Ihre Arbeitspakete werden mit dem Allied Command Transformation koordiniert und richten sich nach den Verfahren und Richtlinien der NATO. Ein Centre of Excellence arbeitet auf mindestens drei der folgenden Felder (COE Pillars):
- Doktrinentwicklung und Standardisierung
- Konzeptentwicklung und Erprobung
- Auswertung und Erkenntnisumsetzung
- Ausbildung und Übungen

Bis 2022 wurden 28 Centres of Excellence von der NATO akkreditiert.

## Auftrag und Aufgaben
Der Auftrag des COE CSW ist, Fachexpertise im Kompetenzbereich von Operationen in Confined and Shallow Waters für die NATO sowie für die am COE CSW beteiligten Nationen streitkräftegemeinsam und multinational bereitzustellen, um die Weiterentwicklung der militärischen Fähigkeiten voranzutreiben und insbesondere die Transformation der NATO zu unterstützen.
Als Kompetenzzentrum entwickelt das COE CSW vorrangig Doktrinen, Konzepte und Verfahren oder erstellt Beiträge dazu. Teil der Arbeit ist die Durchführung von Experimenten und Auswertungen sowie das Bereitstellen von Fachexpertise für Initiativen, Projekte, Übungen und Operationen der NATO. Darüber hinaus bearbeitet das COE CSW eigenständige Projekte mit Bezug zu CSW und fördert durch eine Reihe von Aktivitäten das Verständnis dieses speziellen Operationsgebietes.

## Arbeitsumfeld
Der besondere Status der NATO COEs als internationale militärische Organisationen und ihr Charakter als Think Tank in ihrem speziellen Kompetenzbereich erfordern eine breitgefächerte Ausrichtung, nicht nur den engen Bezug zu den Streitkräften, sondern auch zu anderen Regierungs- und Nichtregierungsorganisationen, zur Wissenschaft und zur Wirtschaft. Im Bereich der NATO steht das COE CSW, vor allem mit maritimen Dienststellen, in einem engen Verbund, wie zum Beispiel:
- Allied Maritime Command (MARCOM) in Northwood, GBR
- Combined Joint Operations from the Sea (CJOS) COE in Norfolk, USA
- Naval Mine Warfare (NMW) COE in Oostende, BEL
- Centre for Maritime Research and Experimentation (CMRE) in La Spezia, ITA

Das COE CSW pflegt enge Verbindungen zu einer Reihe von nationalen militärischen Dienststellen, etwa der Einsatzflottille 1 in Kiel, der Wehrtechnischen Dienststelle für Schiffe und Marinewaffen der Bundeswehr in Eckernförde (WTD71), dem NATO Maritime Interdiction Operational Training Centre (NMIOTC) in Souda, GRE und dem Maritime Security (MARSEC) COE in Aksaz, TUR.
Außerdem werden gute Beziehungen zu zivilen maritimen Organisationen gepflegt, vor allem zu maritimen Sicherheitseinrichtungen wie die Sea Surveillance Cooperation Baltic Sea (SUCBAS) oder Maritime Surveillance (MARSUR).
Des Weiteren arbeitet das COE CSW mit einer Reihe akademischer Institutionen wie beispielsweise der Universität der Bundeswehr München, der Europa-Universität Viadrina Frankfurt (Oder) und dem Institut für Sicherheitspolitik der Universität Kiel, mit dem 2015 erstmals die „Kiel Conference“ zu maritimen Sicherheitsherausforderungen veranstaltet wurde, zusammen.
Im Bereich der Wirtschaft bestehen enge Kontakte zu einer großen Anzahl an Partnern in den Bereichen der Rüstungsindustrie sowie des maritimen Handels.

## Mitgliedstaaten
Die Bundesrepublik Deutschland stellt als Framework Nation die Infrastruktur, die grundsätzliche Ausstattung, einen erheblichen Teil der finanziellen Zuwendungen, die administrative Unterstützung sowie eine große Anzahl an Fachexperten zur Verfügung.
Seit der Gründung des COE CSW sind die Hellenische Republik, das Königreich der Niederlande und die Republik Türkei als Sponsoring Nations vertreten. Sponsoring Nations sind NATO-Mitglieder, welche sich finanziell sowie mit Fachexperten am COE CSW beteiligen. Im Jahr 2009 trat die Republik Polen und 2014 die Republik Italien ebenfalls als Sponsoring Nation bei.
NATO COEs stehen auch den Partnerstaaten der NATO offen, welche sich gleichermaßen finanziell und mit Fachexperten beteiligen können. Im Jahr 2011 hieß das COE CSW mit der Republik Finnland den ersten Contributing Partner eines NATO COEs überhaupt willkommen.
Schließlich sind die Vereinigten Staaten von Amerika im Rahmen des Personnel Exchange Program mit der Deutschen Marine im COE CSW vertreten.

## Struktur
Aufsichtsgremium des COE CSW ist das Steering Committee, welches sich aus dem Vorsitzenden (gestellt durch die Framework Nation, ohne Stimmrecht) und je einem Vertreter der Mitgliedstaaten (mit jeweils einer Stimme) zusammensetzt. Das Steering Committee trifft sämtliche grundsätzlichen Entscheidungen in Bezug auf das COE CSW; es genehmigt beispielsweise das Arbeitspaket (Programme of Work), überwacht dessen Umsetzung und bewilligt das jährliche Budget.
Das COE CSW wird von einem Director im Rang eines Flottillenadmiral geführt, der gleichzeitig der Kommandeur der Einsatzflottille 1 der deutschen Marine ist. Das Tagesgeschäft führt der Executive Director, ein Kapitän zur See.
Der Stab der Einsatzflottille 1 unterstützt bei weiteren Angelegenheiten wie der Militärischen Sicherheit oder Logistik.
Im Januar 2015 hat das COE CSW eine Arbeitsgliederung eingenommen, die aus drei Abteilungen besteht und zwischen der inhaltlichen Arbeit (Produktion) und unterstützenden Tätigkeiten (Management) differenziert:
- Concept and Doctrine Development (Produktion)
- Training and Analysis (Produktion)
- Staff Organisation and External Relations (Management)

Die Sachgebiete IT und AS (Administrative Support) sind der Abteilung Staff Organisation and External Relations zugeordnet. Das Sachgebiet Financial Control ist dem Executive Director unmittelbar zugeordnet.

## Arbeit
Aufgrund eines Request for Support (dt. Unterstützungsersuchen), der normalerweise durch eine NATO Dienststelle oder eine am COE CSW beteiligte Nation gestellt wird, trägt das COE CSW sowohl durch kontinuierliche Aktivitäten (Activities), wie die Teilnahme an diversen Arbeitsgruppen oder die Unterstützung von Übungen, als auch durch eine Reihe einzelner Projekte (Projects) innerhalb seines spezifischen Kompetenzbereichs zur Transformation der NATO bei. Projekte haben einen Auftraggeber (Requestor), ein klar definiertes Ziel (Product), sie sind zu einem bestimmten Termin (Enddate) mit einem konkreten Ergebnis (Endstate) fertigzustellen. Bei Projekten handelt es sich zum Beispiel um Forschungsaufträge, die mit einem Bericht abgeschlossen werden; oder um die Entwicklung taktischer Verfahren, die in einem Änderungsvorschlag für eine Vorschrift münden. In Verbindung mit seinen Aktivitäten und Projekten fúhrt das COE auch Veranstaltungen wie Konferenzen, Symposien oder Workshops durch.
Das Steering Committee bewilligt das jährliche Arbeitspaket (Programme of Work), welches die wesentlichen Aktivitäten und Projekte des COE CSW umfasst.